# Luca Manzoli
Luca Manzoli    (né à Pontorme en Toscane, Italie, en 1331 (?) et mort à Florence le 14 septembre 1411), est un cardinal italien du XVe siècle. Il est membre de l'ordre des Umiliati.

## Biographie
Luca Manzoli est un professeur connu en théologie est abbé ou supérieur de l'abbaye d'Ognissanti à  Florence. En 1408, il est nommé évêque de Fiesole.
Le pape Grégoire XII le crée cardinal lors du consistoire du 19 septembre 1408. Il est nommé légat à Florence et au comté de  Città di Castello, mais il est déchu du cardinalat par le pape Grégoire XII, parce qu'il a assisté au concile de  Pise.

### Articles liés
- Liste des cardinaux créés par Grégoire XII